# Texenna
Texenna est une commune de la wilaya de Jijel en Algérie. Elle dépend de la daïra de Texenna.

## Toponymie
Le toponyme 'Texenna' (ou Tekssena, Taxena) vient du berbère « Teksa » signifiant pâturage . Plusieurs pâturages y existent  comme merdj Youssef ' , merdj el kebir et forêts comme ifessaren.

## Géographie

### Situation
Le territoire de la commune de Texenna se situe au centre de la wilaya de Jijel, à 22 km au sud de la ville de Jijel (chef-lieu de la wilaya).
| Selma Benziada | Kaous               | Emir Abdelkader |
| Selma Benziada | Texenna             | Ouadjana        |
| Selma Benziada | Boudriaa Ben Yadjis | Djimla          |

### Localités de la commune
La commune de Texenna est composée de quarante localités :
- Agdel
- Aghil
- Ahebassa
- Aïn Serrak
- Amalou
- Assaka
- Asselbou
- Assratou
- Belaïdène
- Beni Mehrez
- Boukhlef
- Dar Ben Ammor
- Dar Ben Rahmoun
- El Gzira
- El Hammara
- El Hout
- El Ouldja
- El M'Raïdj
- El Merdja
- Horma
- Kaa El Hot
- Ksir Moussa
- M'Siff
- Merdj Youcef
- Mourghane
- Nmissa
- Ghedir Missa
- Oum Endjar
- Sidi Saadallah
- Taffert
- Taneftacht
- Tarakecht
- Tasselemt
- Tazmourt
- Tazrout
- Texenna
- Tidasse
- Zaarora
- Zaouia
- Zaregdou

## Reliefs
Texenna comprend deux zones différentes : l'une au Nord, moins élevée, située entre la ville de Texenna et le village de M’telatine et la seconde au Sud particulièrement montagneuse. Celle-ci est la zone la plus vaste, elle s'étend de la ville de Texenna jusqu'au village de Mourghane sur une distance dépassant 10 km. C'est pourquoi, par le passé, les habitants du sud de Texenna  étaient appelés El Djebbala (les montagnards) alors que ceux du nord étaient appelés Esseflia (les habitants des plaines).
Ainsi, la ville de Texenna se trouve presque au milieu des deux zones qui composent la daïra de Texenna et se situe à 755 m d'altitude. Le chef-lieu de la commune est, en réalité, une bourgade située sur un col (d'où l'oronyme El Khenaq donné par les villageois en arabe local à ce lieu).
Ce col offre une vue panoramique, et permet de voir au nord la ville de Jijel à 23km, la commune de Kaouesse (ex.Duquesne) et la commune de l'Emir Abd El Kader (ex. Strasbourg) et au sud le mont de Tamesguida (1200m d'altitude) et la région basse de  Djimla.
À la vue de ces montagnes, on comprend aisément pourquoi les anciens Berbères, selon une des versions sur l'origine du mot Jijel, choisirent pour toute la région l'appellation d'Ighilghili (ighil signifie « montagne », « série de montagne », arabisée en Djijel).

## Climat
Le climat méditerranéen est caractérisé par un froid doux en hiver et une chaleur modérée en été. L'enneigement dure plusieurs jours par an. La pluviométrie de la région est l'une des plus élevées en Algérie, ce qui explique l'abondance des eaux souterraines et des fontaines, sans oublier les rivières et ruisseaux.
L'oued Djen Djen est la plus longue rivière qui traverse Texenna. Elle puise sa source à Djebel Babor et rejoint la Méditerranée au niveau du port qui porte son nom. En 2019, un barrage, construit sur le Djen Djen au niveau de Tablote, a été mis en service.

## Personnalités liées à la commune
- Abdelaziz Boubakir, écrivain, journaliste et enseignant universitaire algérien, y est né le 16 juillet 1957[5].